# Балушок Василь Григорович
Василь Григорович Балушок (нар. 15 липня 1954, Лохвиця, Полтавська область, УРСР) — український етнолог та історик, кандидат історичних наук.

## Біографія
Випускник Київського державного університету 1980 року. Після закінчення працював дослідником в Інституті мистецтвознавства АН УРСР, де 1989 року захистив дисертацію кандидата історичних наук. З 1998 року працював на посаді старшого наукового співробітника.
До наукових інтересів Василя Балушка належать етногенез українців, слов'ян, інших народів. Також він вивчає міфологічні уявлення та обряди, побут та культуру українських міст середньовічної доби. 

## Наукові праці
- В. Балушок. Цехові організації на Поділлі. У кн. «Поділля: Історико-етнографічне дослідження» (К., 1994).
- «Українці: Історико-етнографічна монографія у 2 кн.» (Опішня, 1999, співавтор).
- «Українська родина» (К., 2000, співавтор).
- «Украинцы» (Москва, 2000, співавтор).
- Світ середньовіччя в обрядовості українських цехових ремісників. К., 1993.
- Обряди ініціацій українців та давніх слов'ян. Л.; Нью-Йорк, 1998.
- Етногенез українців (К., 2004).
- Українська етнічна спільнота: етногенез, історія, етнонімія (Біла Церква, 2008).
- Етногенез українців: до історії вивчення, питання методології // Проблеми історії країн Центральної і Східної Європи. Кам'янець-Подільський, 2016. Вип. V. С. 239–255.
- Етногенез українців // Україна. Нариси історії. Шлях з первісності у цивілізацію. Українські шати середньовіччя. Відп. ред. В. Смолій. (К., 2023).